# The Living Theatre

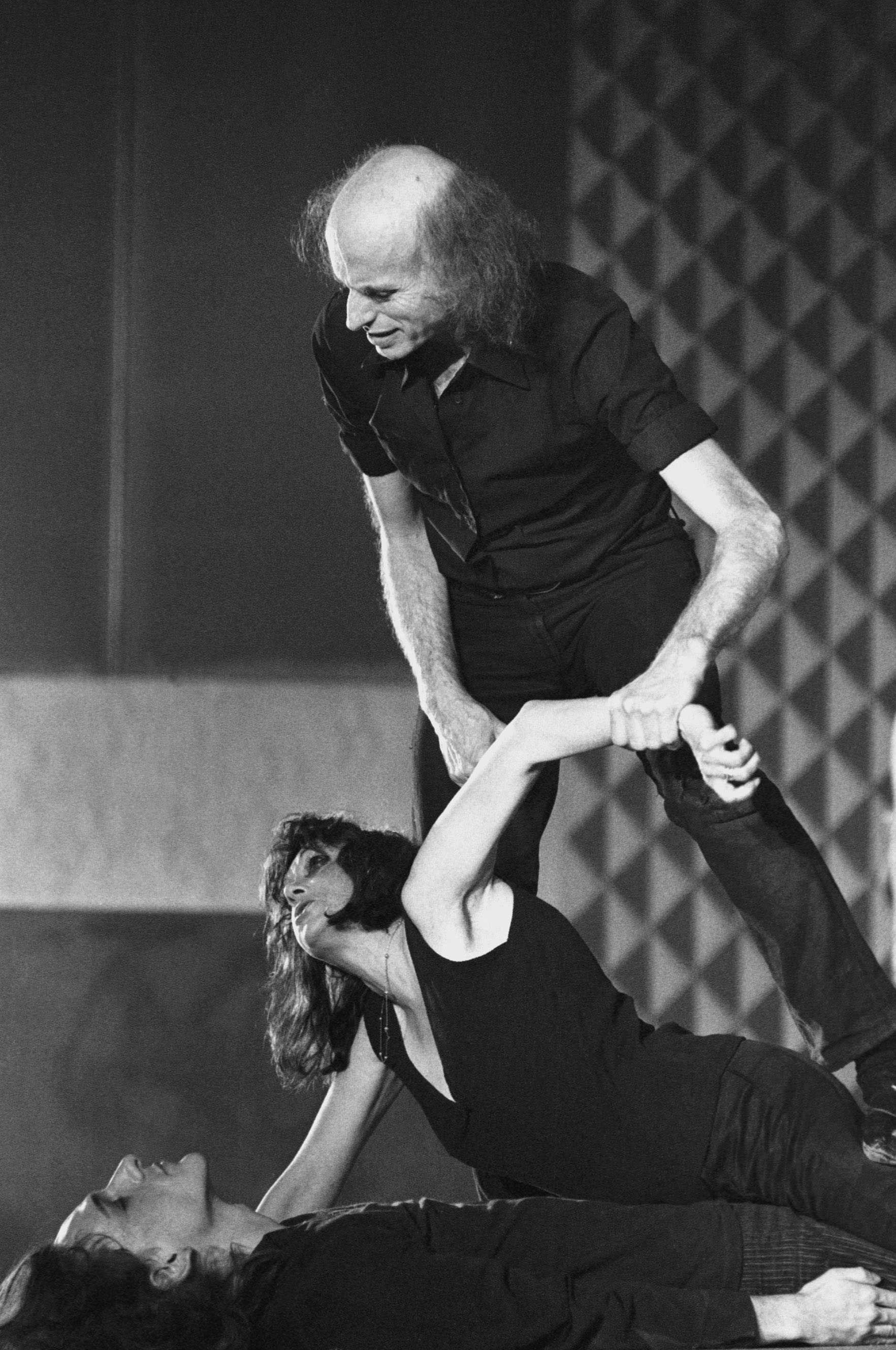

The Living Theatre é uma companhia de teatro Off Broadway norte-americana fundada em 1947 em Nova York. É um dos mais antigos grupos de teatro experimental ainda existente nos Estados Unidos. É conhecido por seus fundadores, a atriz e diretora Judith Malina e o seu marido pintor/poeta, cenógrafo, diretor Julian Beck; depois da morte de Julian Beck em 1985, outro membro da companhia Hanon Reznikov tornou-se co-diretor junto com Malina. Foi importante companhia do movimento contra participação norte-americana na Guerra do Vietnã, estimulando a desobediência civil, tendo sido considerada não grata pelo governo norte-americano na década de 1960. Luta pelo fim das fronteiras entre palco e platéia, das fronteiras entre arte e vida, e atores e público, chamando o público a participar ativamente na cena de seus espetáculos.

## Julian Beck e Judith Malina presos no Brasil
Julian Beck e Judith Malina estiveram no Brasil, ao início dos anos de 1970, trabalhando com o grupo Teatro Oficina. Vieram convidados pelo grupo, para dar palestras sobre seu teatro inovador e anarquico.
Durante o Festival de inverno de Ouro Preto, o grupo foi preso, por posse de maconha. Supoe-se q talvez a denúncia tenha sido feita por que as apresentações do grupo chocaram a cidade. 
Treze integrantes do grupo foram levados à prisão em Belo Horizonte. O caso ganhou repercussão mundial e um abaixo-assinado foi feito em protesto contra a prisão dos artistas, com assinaturas de John Lennon, Marlon Brando e Bob Dylan. Com tamanha visibilidade, o governo militar expulsou o grupo do Brasil, acusando-os de denegrir a imagem do país.
Kaká Maia (Jornal “O Tempo”, Belo Horizonte, 01 de julho de 2001) descreve, com detalhes, a saga dos membros do Living em 1971, abaixo alguns trechos:
| “ | Comprovando as mais caras tradições políticas e revolucionárias da história mineira, pelas ladeiras de Ouro Preto a polícia marcha para prender um grupo de revolucionários vítima de delações e traições. 1971, dia 02 de julho, sexta-feira. À tardinha, 21 integrantes do grupo de teatro de Nova Iorque, Living Theatre, foram presos na casa em que viviam em comunidade à rua Pandiá Calógenas 23, na barroca Ouro Preto, 100 km de Belo Horizonte, estado de Minas Gerais, Brasil. A façanha da diligência foi realizada pelo delegado Walter Santos, acompanhado pelos agentes Carlitos dos Santos, Nilton Nazaré, Marco Antonio e Antonio Gomes, além da escolta de 8 soldados da Policia Militar de Ouro Preto. O motivo da prisão, segundo os agentes do DOPS – Departamento de Ordem Política e Social, foi o uso de maconha no interior da residência. Já em Belo Horizonte, no prédio da polícia, o delegado Renato Aragão, auxiliado pelo interprete Dimitro Semanky, de 10 horas da manhã à 1 da tarde interrogou os 13 membros do grupo. O delegado afirmou na ocasião que “eles são de alto nível intelectual, são filhos da geração pós-guerra”. Julian Beck vestindo uma calça de veludo verde, blusão preto e sandálias foi um dos últimos a prestar depoimento. Indagado sobre o objetivo do “teatro da vida” disse: “é criar novas técnicas para o teatro. O teatro que é a minha vida. Queremos aumentar a consciência do público, comunicar com o povo através da nossa comunidade, que é uma comunidade de trabalho.” No dia seguinte ao interrogatório, 8 dos 21 atores foram libertados, entre eles os dois lideres do grupo, Julian Beck e Judith Malina, e mais Mary Kraft, Andrew Michel Nadelson, Luis Henrique Rocha (brasileiro), Miguel Couto, Steven Bem Israel e Edson Madaleno. Outros 13 permaneceram presos, os homens no DOPS e as mulheres numa penitenciaria feminina: Vicente Segura (peruano), Sérgio Cardoso (português), Sheyla Mary Charlesworth (canadense), Pamella Badyk (australiana), Birgit Knabe (alemã), José Carlos Templet Tróia, Ivanildo Silvino de Araújo (brasileiros), Hans Sebane (austríaco) e os norte-americanos, Luck Theodore, James Anderson, Roy Harris Leone, Thomas S. Walker e William Lawrence Howes. Esta prisão teve grande repercussão, a Revista Veja estampava uma matéria sobre o Living Theatre “in Brazil”. (...) Enquanto isso, o chefe do DOPS comunicou aos presos que recebera 3 correspondências vindas do exterior. Uma de Jack Gelber, professor da Columbia University de New York e as outras duas do casal Thomas e Ronnie Edmonston, todas tinham o mesmo teor: solicitavam a libertação do grupo. (...) O juiz acrescentava que no diário que foi apreendido na rua Pandiá Calógenas, pertencente a um dos moradores da comunidade, foi encontrado citações onde pode-se ler que o tóxico, principalmente a maconha e o LSD, eram pratos de todo dia do cardápio de sexo-droga. (...) No dia 16 de julho, os jornais mineiros estampavam a notícia que o ator recusara o Habeas Corpus, preferindo ficar na prisão. Beck decidiu permanecer na prisão para apressar a solução do processo. Com 15 integrantes do grupo detidos, 13 em flagrante e 2 com prisão preventiva (...) No DOPS, Beck conseguiu uma máquina de escrever e, junto com a mulher, 3 horas por dia, recomeçou a escrever suas “visões” e textos teatrais. (...) (Na prisão escreve simultaneamente “A Vida no Teatro”, “Frankenstein”, “Criação Coletiva”e “120 Ensaios sobre o Brasil”. (...) Julian Beck desmentiu alguns boatos que tivesse sofrendo maus tratos no cárcere, como era comum no país naqueles anos. Foi categórico ao dizer: “Nós estamos sendo tratados como prisioneiros políticos clássicos. Temos livros, cobertores e até um pequeno escritório onde trabalhamos nossos livros”. (...) Para atenuar a pressão sobre o artista, esteve sempre acompanhado pela atriz de teatro brasileira Ruth Escobar. Foi assim que iniciou, numa segunda-feira, 26 de julho de 1971, o julgamento de Julian Beck e de todo o grupo do Living Theatre. Esses acontecimentos cada vez mais repercutiam no exterior, principalmente na comunidade artística internacional. No dia 29 de julho o Jornal do Brasil publicava a notícia de que o cineasta Pier Paolo Pasolini, juntamente com o grande escritor Alberto Moravia e o literato Humberto Eco fazem um apelo pela libertação do grupo. (...) No dia 26, chega uma notícia dos Estados Unidos e foi manchete nos jornais brasileiros: “Até Prefeito de Nova Iorque pede liberdade para o Living”. Um manifesto com 120 assinaturas de jornalistas, pintores, atores, críticos, músicos, cineastas, entre outros, enviaram de Nova Iorque ao presidente-general Garrastazu Medici pedindo a “libertação dos atores do Living Theatre”. Datado de 16 de agosto, o manifesto era endossado por Jane Fonda, Marlon Brando, Betty Friedam, Mick Jagger, Jonh Lennon, Yoko Ono, Tennessee Willians e o prefeito de Nova Iorque, John Lindsay, entre outros. No fim do manifesto, três atores do Living, que estiveram presos em Belo Horizonte, Steve Bem Israel, Mary Kraft e Andrew Nadelson, assinam pelo comitê Americano em Defesa do Living Theatre. Também nos Estados Unidos o conceituado jornal New York Times publica uma entrevista com Julian Beck na prisão, onde mais uma vez ele desmente que tenha sofrido tortura física no DOPS, reafirmando: “Realmente a prisão é primitiva, mas não chega ao processo de despersonalização a que leva as cadeias norte-americanas. Lá os presos são meros números e obedecem ordens rigorosas de comportamento, até a locomoção dentro dos presídios”. (...) Dia 27 de agosto as coisas parecem que tomam o rumo da definição, é anunciado que 10 membros do Living estariam prestes a deixar a cadeia, permanecendo Julian, Malina, Sergio Godinho, James Anderson e Pamela Badick, que continuariam presos até o fim do processo. Foi com esta notícia que a cidade dormiu na sexta-feira, e os atores apreensivos na cadeia para acordar no Sábado com uma tremenda bomba! Estampado na primeira página dos jornais brasileiros, a notícia surpreendeu a todos que acompanhavam o caso. Ou não, como avaliaram alguns jornalistas que temiam esse desfecho: “Medicai expulsa do Brasil treze artistas do Living Theatre”. Num frio despacho, o general-presidente assinou o ato de expulsão, baseado no artigo 108 do decreto 66.689, que estabelece que a expulsão pode ser feita mediante investigação sumária. Isto é, por serem estrangeiros, qualquer envolvimento com a justiça com investigação o ato de expulsão pode ser decretado pelo presidente, em vista da lei de segurança nacional. Mais ainda, o ministro da Justiça, Alfredo Busaid ainda tentou explicar a atitude do general, dizendo que todo movimento que se fez do episódio, inclusive campanhas fora do Brasil, constituíram crime contra a segurança nacional (decreto-lei 985 de 29/09/1969, artigo 45), entendendo que “este comportamento torna a presença dos alienígenas presos em Minas Gerais absolutamente perniciosa aos interesses nacionais”. No Sábado 28 de agosto de 1971, o absurdo da ditadura continuava sua trajetória de repressão e terror, quando o DOPS prendeu todo o elenco da peça Hair que havia desembarcado na capital mineira para a apresentação desta famosa peça. | ” |

## História
Conforme descreve a própria companhia, em artigo de seu site europeu. Esta companhia de teatro experimental norte-americana se tornou central junto ao movimento pacifista, contra a participação na guerra do Vietnã, e pela desobediência civil, pelo qual foi considerada indesejável pelo governo dos Estados Unidos.
Fundada em Nova York, fazia parte do movimento teatral Off-Broadway e considerava central em seu trabalho  a criação teatral como momento coletivo de expressão da comunidade. Lutava pelo fim do palco, das fronteiras entre arte e vida, e atores e público, chamando o público a participar ativamente de seus espetáculo. Sua técnica se concentrava, nesta época, no aspecto gestual e corporal.  
Com texto base O Teatro e seu Duplo, uma antologia de textos escritos por Antonin Artaud que foi publicado na França em 1937 e só depois em 1958 nos Estados Unidos. É evidente que a companhia reflete as influências de Artaud no palco por fazer peças multimídia para mostrar o metafísico do Teatro da Crueldade. E nessas performances, os atores tentam quebrar a “quarta parede” que existe entre eles e os espectadores.  
A criação coletiva do Teatro Oficina de São Paulo Gracias, Señor (1972)  teve um grande diálogo com as produções do Living. Em 1999 abre o centro Living Europa em Rocchetta Ligure, na provincia de Alessandria. Em 2007 (abril) o Living Theatre abre um novo espaço no Lower East Side em Manhattan, apresentando remontagens de seus espetáculos.

Comecei minha carreira de ator trabalhando para duas das pessoas mais notáveis do teatro americano: Julian Beck e Judith Malina, co-fundadores do The Living Theatre. Os Becks, como eram carinhosamente conhecidos, eram artistas intelectuais judeus radicais e pacifistas profundamente comprometidos com a paz e a justiça social por meio de ativismo político não violento, e The Living Theatre era um reflexo claro de seus ideais pelos quais pagaram caro com frequentes detenções, aprisionamento e multas... Nunca posso exagerar a influência que Julian e Judith tiveram na minha formação como ator e ativista e minha gratidão é profunda e eterna.
—Martin Sheen

## Espetáculos
- Doctor Faustus Lights the Lights (1951) de Gertrude Stein;

- The Connection (1959) de Jack Gelber; uma história de viciados em heroína, apresentada através do jazz e da improvisação.

- The Brig (1963) de Kenneth H. Brown, representação da prisão militar da base militar norte-americana de Okinawa

- Mysteries and Smaller Pieces (1964)

- Antigone de Sofocle (1967) de Bertolt Brecht, traduzido do alemão ao inglês por Judith Malina

- Paradise Now, apresentado no Festival de Avignon (1968) e muitos outros lugares

- Sette meditazioni sul sadomasochismo politico (1973)

- Prometheus at the Winter Palace (1978)

- The Yellow Methuselah (1982)

- The Archaelogy of Sleep (1983)

- The Body of God (1990)

- Anarchia (1993)

- Not in My Name (1994)

- Utopia (1995)

- Capital Changes (1998)

- Resistance

- Resist Now

- Enigma

- Red Noir (2009)

- Korach (2010)

- The History of the World (2011)

- Here We Are

- No Place to Hide

## Ligações Externas
- Site oficial do The Living Theatre
- Lista de Gravações das peças do Living na New York Public Library for the Performing Arts - 1945-1991